# Candelaria (Misiones)
Candelaria – miasto w Argentynie, leżące w prowincji Misiones, 27 km od Posadas.
Według spisu z roku 2001 miasto liczyło 11 039 mieszkańców.